# Cobe (joc)
Cobe este un joc, de obicei jucat de copii la școală, cu reguli și sancțiuni diferite care apar atunci când două persoane rostesc neintenționat același cuvânt sau expresie simultan.

## Reguli
În mare, jocul poate fi inițiat atunci când cel puțin două persoane spun același cuvânt sau expresie în același timp. De obicei, după ce rostesc aceleași cuvinte, indivizii concurează să rostească „te-am cobit", „jinx" sau „cobe" primii. După aceea, cel cobit nu mai poate vorbi până o altă persoană îi spune prenumele de 3 ori.
În unele variante, pentru tăcerea pierzătorului este necesar ca câștigătorul jocului să zică "te-am cobit, personal", deoarece însuși pierzătorul își poate zice numele.